# Oum Rabia
Oum Rabia (en àrab أم الربيع, Umm ar-Rabīʿ; en amazic ⵎⵯⵕⴱⵉⵄ) és una comuna rural de la província de Khénifra, a la regió de Béni Mellal-Khénifra, al Marroc. Segons el cens de 2014 tenia una població total de 9.555 persones.